# Hustru
Hustru er en betegnelse for familiens husmoder eller mandens ægtefælle. Nu oftest anvendt i mere højtideligt sprogbrug.
Ordet er af blandet oprindelse. Det er udviklet af husfrue (oldnordiske húsfrú) der er en omdannelse af det fællesnordiske husfreyja efter middelnedertysk husvruwe.